# Par le fer et par le feu (film, 1962)
Pour les articles homonymes, voir Par le fer et par le feu.
Pour plus de détails, voir Fiche technique et Distribution.
Par le fer et par le feu (Col ferro e col fuoco) est un film épique italien de Fernando Cerchio sorti en 1962.

## Synopsis
Au XVIIe siècle, pendant la révolte des Ukrainiens contre les dirigeants polonais, le prince colonel Jan Skrzetuski est tombé amoureux de la princesse Helena, une noble polonaise vivant dans la famille de sa tante.
Bohun, le commandant local, fidèle à la couronne polonaise bien que d'origine ukrainienne, souhaite épouser la jeune fille et lorsqu'il découvre la relation entre Jan et Helena, il se venge de la famille, puis se range du côté des rebelles.
Entre-temps, Jan libère Helena et oppose une fière résistance aux rebelles ukrainiens.

## Fiche technique
- Titre original : Col ferro e col fuoco
- Titre français : Par le fer et par le feu
- Réalisation : Fernando Cerchio
- Scénario  : Henryk Sienkiewicz, Ugo Liberatore, Remigio Del Grosso, Enrico Ribulsi,  George St. George
- Décors : Paolo Janni
- Costumes : Gian Carlo Bartolini Salimbeni
- Maquillage : Giovanni Palombi, Raul Ranieri
- Image : Pier Ludovico Pavoni, Angelo Lotti
- Montage : Antonietta Zita
- Chorégraphie :
- Musique : Giovanni Fusco, Francesco De Masi
- Production : Europa Cinematografica, CFFP
- Société de distribution : Euro International Film
- Durée : 112 min
- Format : Couleurs (Eastmancolor) - 35 mm - 2,35:1 (Supercinescope) - Son mono
- Pays d’origine : Italie, France, Yougoslavie
- Genre : Drame
- Dates de sortie : France : 8 mai 1963
- Affiche : Macario Gómez Quibus (Espagne)

## Distribution
- Jeanne Crain  (VF : Jany Clair) : Helena Kurcewiczówna
- Pierre Brice  (VF : lui-meme) : Jan Skrzetuski
- Elena Zareschi  (VF : Paula Dehelly) : Princess Kurcewicz
- John Drew Barrymore  (VF : René Arrieu) : Bohun
- Gordon Mitchell  (VF : René Bériard) : Ulrich
- Akim Tamiroff  (VF : Claude Bertrand) : Jan Onufry Zagłoba
- Raoul Grassilli : Basyl Kurcewicz
- Burt Nelson : Longinus Podbipięta
- Eleonora Vargas  (VF : Sylvie Deniau) : Horpyna
- Nerio Bernardi  (VF : Jacques Berthier) : prince Jeremi Wiśniowiecki
- Nando Angelini : Symeon Kurcewicz
- Alberto Stefanini : Andrzej Kurcewicz
- Milena Vukotic
- Niksa Stefanini  (VF : Jean Violette) : Mielinski
- Marcello Selmi  (VF : Jacques Torrens) : Gensin
- Alberto Archetti  (VF : Gérard Férat) : le général
- Gabriella Andreini : Anussia
- Henri Djanik : le chef tartare (voix)

## Récompense
- Festival du film de Taormine 1962 :
  - «  Golden Charybdis » pour Fernando Cerchio